# 아촘어
아촘어(Achomi, 페르시아어: اَچُمی)는 이란 남부의 이란어군 언어이다. 주로 파르스주에서 쓰인다. 아촘어를 사용하는 주요 도시로는 라르, 게라시, 주욤, 에바즈, 혼지, 바스타크, 후르, 코우레흐, 페다그, 피시바르 등이 있다. 아촘어는 아촘인의 언어이고, 후왈라인 중 상당수도 아촘어를 사용한다. 아촘어는 라르어(Lari), 라레스탄어(Larestani), 호드몬어(Khodmoni)라고도 불린다.